# Carambolage
Pour l’article ayant un titre homophone, voir Karambolage.

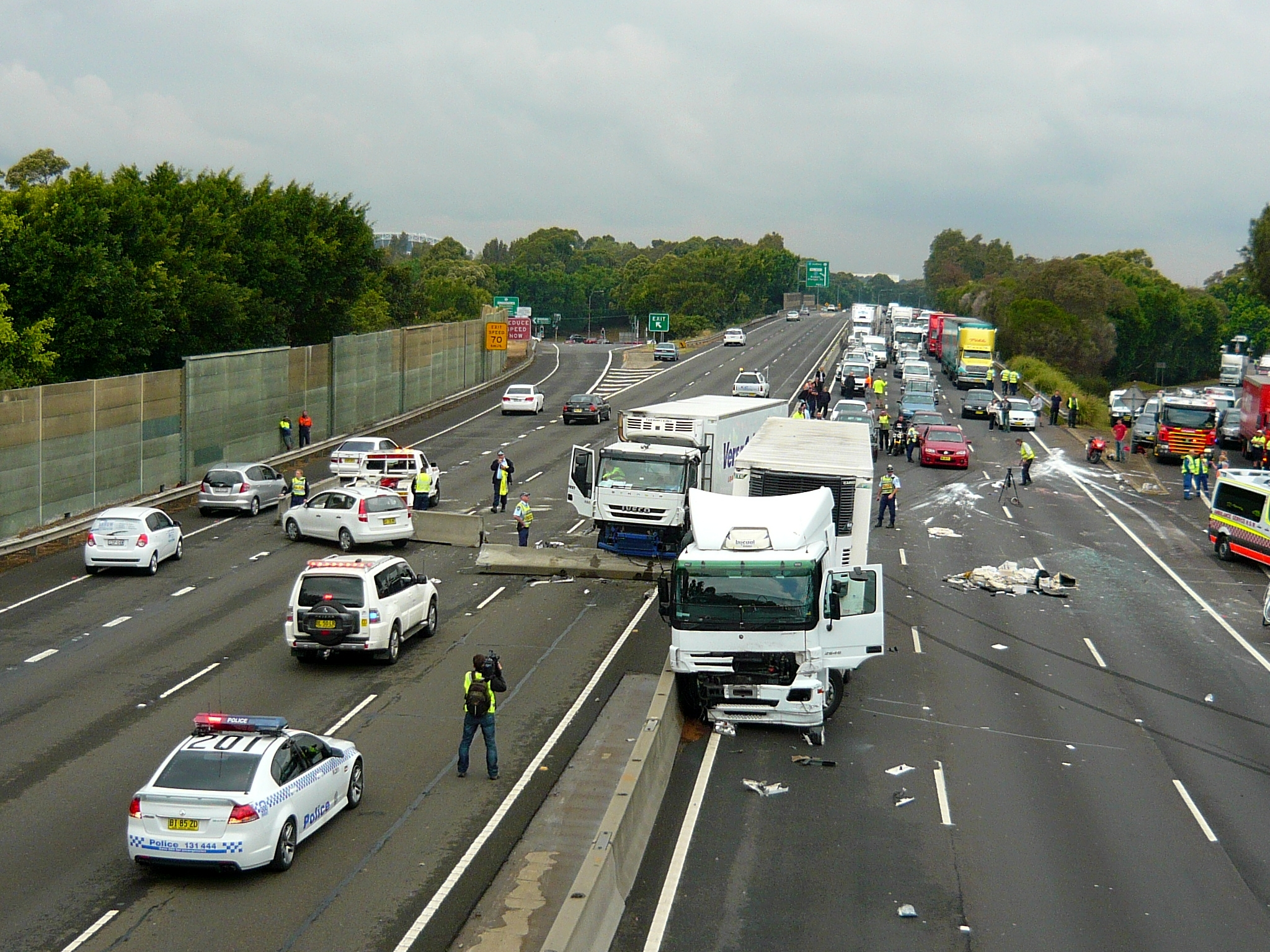
Scène d'une collision multi-vehicle sur l'autoroute M4 Motorway à Sydney, Australie.

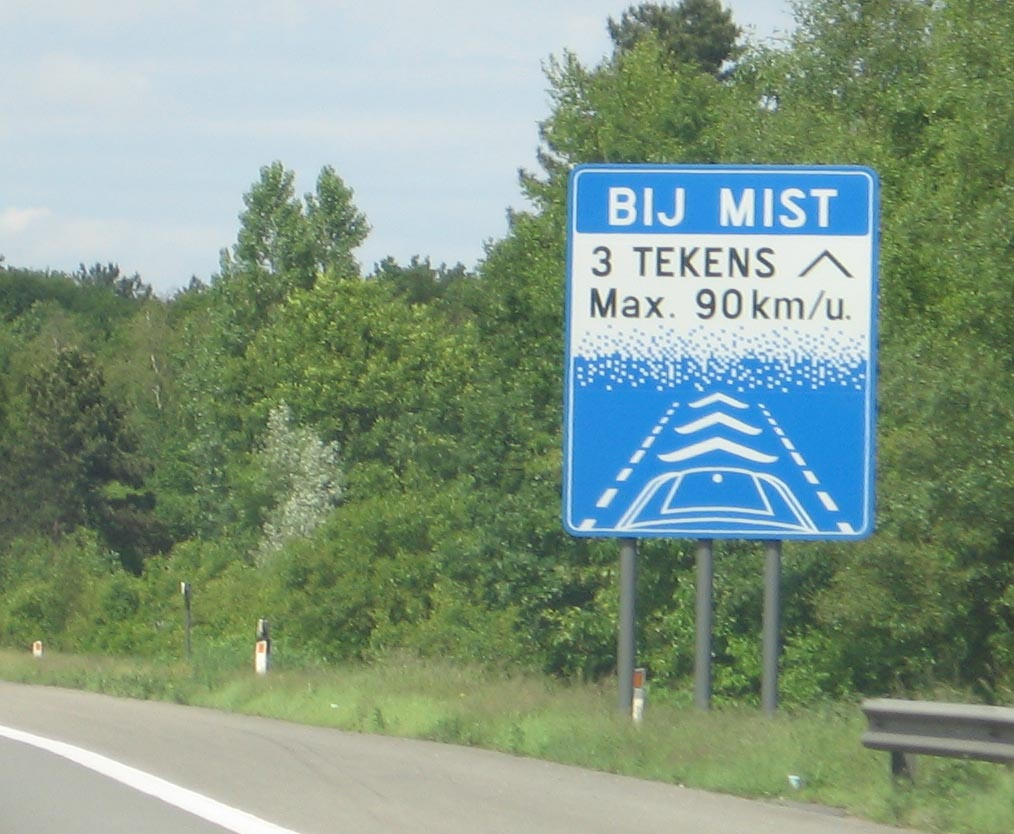
Panneau indiquant les distances de sécurité en cas de brouillard.

Un carambolage de voitures est une série de heurts, de chocs entre plusieurs véhicules  sur la route. Une chaussée glissante, la visibilité fortement réduite par le brouillard, la poudrerie, les bourrasques de neige ou la conduite à une vitesse excessive peuvent être la cause de nombreux carambolages.

## Terminologie et étymologie

### Sens historiques
Le terme carambolage vient du billard et consiste à ce qu'une bille en touche deux autres, selon les dictionnaires les plus communs.
Par extension, un carambolage désigne un accident dans lequel plusieurs véhicules sont impliqués. Le terme carambolage n'est toutefois pas utilisé lorsque seulement deux véhicules sont impliqués, c'est-à-dire qu'il n'est utilisé qu'à partir de trois véhicules, comme au billard.
En 1926, le terme carambolage s'emploie pour des accidents simples : entre cycliste et attelage, ou entre deux cyclistes ou entre un motard et plusieurs piétonnes et piétons.

### Sens modernes
Dans les statistiques officielles, le terme carambolage n'est généralement pas utilisé, le terme étant laissé aux médias. Les statistiques officielles classent plutôt les accidents par nombre de véhicules impliqués, comme : un seul véhicule, deux véhicules, trois véhicules et plus.
Les statistiques officielles peuvent également établir une différence entre la notion d'accident impliquant un nombre de véhicules et un sur-accident, le sur-accident intervenant dans un deuxième temps, une fois que le premier accident est figé.
Les termes de collision en chaîne ou de carambolage peuvent avoir des sens spécifiques dans certaines juridictions ou dans certaines conventions assurantielles.
Dans les accidents de plus de trois véhicules, les assurances pour l'exercice de leur activité peuvent notamment distinguer les collisions en chaîne en file indienne qui en principe n'ont que des collisions avant arrière d'une part et les carambolages qui contiennent d'autre cas notamment des collisions latérales.

## Carambolage les plus mortels

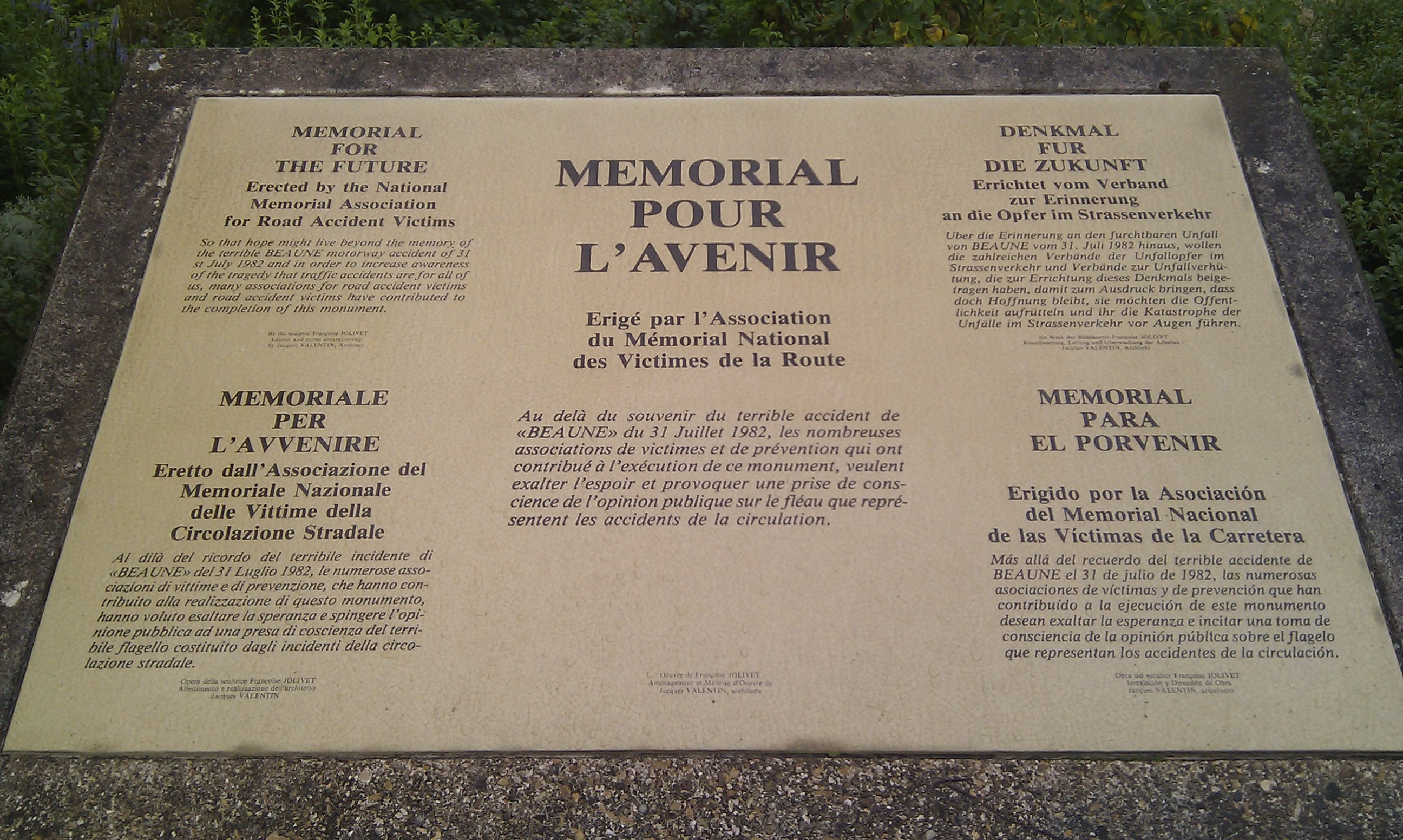
Plaque posée sur l'aire du mémorial pour l'Avenir (1985).

En France, la carambolage le plus mortel est l'accident de Beaune en raison de la présence d'un autocar.
En Belgique, le carambolage le plus mortel a tué dix personnes. (Liste de catastrophes en Belgique)

## Scénarios d'accident autoroutier
L'ASFA publie des scénarios d'accidents. Parmi les accidents impliquant plusieurs véhicules on trouve par exemple les scénarios suivants :
Exemple de carambolage avec 7 véhicules légers:
Au crépuscule sur chaussée glissante: « Les véhicules légers (VL) (A), (B), (C), (D), (E), (F) et (G) roulent sur la voie de droite. Une averse de grêle s’abat sur le secteur. Les VL perdent l’adhérence, partent en glissade et se percutent les uns les autres. Le passager arrière gauche du VL (B) est tué. » Bilan: 1 tué, 1 blessé hospitalisé, 4 blessés légers, 8 indemnes
Exemple de carambolage avec 3 véhicules légers:
De nuit sur chaussée sèche: « Les véhicules légers (VL)L (A), (B) et (C) circulent sur la voie de gauche. Le conducteur du VL (A) perd le contrôle de son véhicule. Le VL (A) percute la glissière en béton armé du terre-plein central et se retrouve arrêté sur la voie de gauche à contresens. Les VL (B) et (C) percutent le VL (A). Le conducteur du VL (A) non ceinturé est tué. » Bilan: 1 tué et 3 blessés hospitalisés.

## France

### Statistiques en France
En 2011, les carambolages représentent 36% des accidents corporels sur autoroute et 27% des décès. Dans la moitié des cas ils sont causés par un non-respect des inter-distances. 5 000 personnes (dont 107 tuées) ont été victimes d’une collision en chaîne en 2002.

#### Statistiques ASFA
En France, sur le réseau ASFA, sur la période 2012-2021, 20,4% des accidents mortels impliquent au moins trois véhicules.
Pour des raisons techniques, il est temporairement impossible d'afficher le graphique qui aurait dû être présenté ici.

#### Statistiques ministérielles - BAAC
En dehors des collisions à un ou deux véhicules, les statistiques prévoient trois autres types de collision:
- Code 4 « en chaîne » : correspond aux collisions en chaîne, impliquant au moins 3 véhicules circulant dans le même sens.
- Code 5 « collisions multiples » : correspond aux carambolages, impliquant au moins 3 véhicules.
- Code 6 « autre collision » : destiné au choc d’un véhicule contre un obstacle fixe (arbre, tête de buse, etc.) ou mobile (piéton ou animal). Un usager qui perd le contrôle de son véhicule et vient heurter un autre véhicule en stationnement sera codifié « autre collision ».

En France, sur le réseau français, en 2019, 205 personnes sont tuées dans des collisions à trois véhicules ou plus, dont 59% (environ 121) hors agglomération hors autoroutes, 26% (environ 53) sur autoroute et 15% en agglomération
En 2020 (année covid), 158 personnes sont tuées dans des collisions à trois véhicules ou plus, dont 61% (environ 96) hors agglomération hors autoroutes, 21% (environ 33) sur autoroute et 18% en agglomération.
Les 263 tués sur autoroute se répartissent en collisions multiples (11%) et en collisions en chaîne (10%).
Hors autoroute, hors agglomération, 89 personnes sont tuées en collisions multiples et 32 en collisions en chaîne.
En 2020, sur l'ensemble des routes hors agglomération hors autoroute : 77 tués dans des collisions multiples (hors collision en chaîne) et 20 tués en collision en chaîne.
En 2020, sur les routes départementales 37 automobilistes sont tués dans des collisions multiples (hors collision en chaîne) et 6 sont tués en collision en chaîne.

#### Autres informations
Les fichiers Open data de la Baac révèlent qu'en 2021, 12795 véhicules ont été impliqués dans des accidents impliquant au moins 3 véhicules, dont 3861 véhicules impliqués dans des accidents impliquant au moins 4 véhicules. Parmi ces véhicules, 76% sont des véhicules de tourisme, 10% des véhicules utilitaires, 8% de deux-roues motorisés et 5% de poids-lourds.

### Carambolages soumis à enquête spécifique

l'autoroute A10 compte deux des carambolages français les plus mortels

En France, le BEA-TT a enquêté sur certains carambolages qui ont été reconnus par les ministres chargés des transports comme ayant besoin d'une enquête spécifique.
Le 27 février 1991 à Ressons sur l’autoroute A1, carambolage constitué de 4 accidents en chaîne dans le brouillard qui provoquent 4 tués et 34 blessés, dont 12 graves, dus essentiellement aux poids-lourds circulant trop vite et trop près.
Le 10 novembre 1993 à Mirambeau sur l’autoroute A10 : la fumée dégagée par un PL en feu sur la bande d’arrêt d’urgence provoque une série de carambolages, suivis d’un incendie tuant 15 personnes et provoquant 3 blessés graves et 46 blessés légers. Plan Novi enclenché.
Le 14 février 1998 à Prunay-en-Yvelines sur l’autoroute A11 : 4 accidents en chaîne dans le brouillard, essentiellement entre des autocars (20) circulant en convoi. Bilan: 2 tués, 28 blessés graves et 87 blessés légers.

#### Autoroute A10 à Coulombiers en 2002
Le 5 novembre 2002 sur l’autoroute A10 à Coulombiers (86), carambolage après l’apparition d’une nappe opaque de brouillard de fumées.
Dans le sens sud-nord, 58 véhicules sont impliqués, y compris 44 endommagés ou détruits dont 9 poids-lourds. L'accident tue 9 personnes dont 8 sur place, en blesse grièvement 6 et légèrement 34; 49 personnes impliquées sont indemnes. Dans le sens Nord-Sud, le manque de visibilité provoque un accident seulement matériel entre 2 véhicules. La durée de ce carambolage est estimée à huit minutes. Plan Novi enclenché.
L'accident du travail est constitué pour 40 ou 51 des personnes impliquées qui étaient en mission au sens des textes en vigueur, soit la majorité des personnes impliquées.
Le rapport du BEA-TT relève diverses causes à cet accident:
- des vitesses excessives jusqu'à 140 km/h sur autoroute limitée à 50 km/h par temps de brouillard[10];
- des poids lourds britannique et russe en infraction par rapport aux règles relatives aux professionnels[10];
- un poids lourd avec un défaut de freinage sur une roue
- dans la formation d'une fumée atypique à odeur de bois, le rôle de l’usine de charbon de bois de Coulombiers n'est pas prouvé[10];

En 2011, le procès juridique aboutit à condamner 10 conducteurs:
- quatre des six conducteurs sont condamnés à trois mois de prison avec sursis et des amendes de 250 à 750 euros pour "homicides involontaires"
- deux conducteurs sont condamnés à des amendes de 500 et 750 euros pour "excès de vitesse et blessures involontaires".
- quatre conducteurs poursuivis pour "blessures involontaires" ont été condamnés à des amendes de  750 à 1 150 euros

#### 31 octobre 2009 sur l’autoroute A54 à Bellegarde
Le samedi 31 octobre 2009 vers 2h22, sur l'autoroute A54 vers Bellegarde, dans le sens Arles-Nîmes, un carambolage implique: un véhicule semi-remorque, un autocar avec remorque, une voiture particulière et un camion porteur de 8,6 t de poids total en charge autorisé (PTCA).
Le carambolage concerne 35 usagers de la route dont 29 dans l'autocar. Le bilan est d'un tué, trois blessés graves et quatre blessés légers, et des dégâts matériels importants.
Parmi les principales causes, on trouve la vitesse inappropriée du camion porteur par rapport à la distance de visibilité, qui percute à 78 km/h la voiture située devant lui et provoque la gravité de l'accident, la vitesse inappropriée de la voiture particulière qui a heurté la remorque de l'autocar, l'arrêt en pleine voie du véhicule semi-remorque dû au manque de visibilité, ainsi que le brûlage non contrôlé de végétaux en bordure immédiate de l'autoroute.

#### 9 juillet 2010 sur la RD 9 à Aix-en-Provence
Le vendredi 9 juillet 2010 vers 13h15, un carambolage se produit sur la route départementale 9 lorsqu'un camion frigorifique circulant dans le sens Vitrolles–Aix-en-Provence, emboutit une file de véhicules arrêtée par un embouteillage vers Aix-en-Provence
Deux poids lourds, quatre véhicules légers et une camionnette sont impliqués; le bilan est de trois tués, un blessé grave et deux blessés légers.
L'accident est provoqué par l'absence de réaction du conducteur du camion frigorifique. Cette inaction pourrait être liée à une tâche annexe, d'une durée d'une dizaine de secondes.
L'enquête BEA-TT est ouverte à la demande du ministre chargé des transports.

#### 23 novembre 2011 sur l'autoroute A25 à Erquinghem-Lys
Le vendredi 23 novembre 2011 vers 9h50 un carambolage e type collision en chaîne se produit sur l' autoroute A25 à Erquinghem-Lys entre les échangeurs 8 et 9. Les cinq véhicules sont projetés vers l'avant par le dernier poids-lourd. Deux personnes sont tuées et une gravement blessée.
Plusieurs facteurs d'accident existent: Le premier véhicule ne freine que lentement en raison de pneumatiques lisses sur route  mouillée. Le dernier véhicule ne réagit que trop tardivement. Le brouillard offre une visibilité de 50 à 100 mètres.
En ce qui concerne les poids-lourds, le BEA-TT note: « une conduite en convoi de véhicules lourds dans des conditions probablement « limites », avec une prise de risque élevée, bien qu’a priori non contraire à la réglementation. Dans ces conditions, un allongement du délai de réaction avant freinage ou un freinage non optimal peuvent être suffisants pour provoquer une collision en chaîne. ».
Dans son rapport le BEA-TT considère que les systèmes avancés de freinage d’urgence (AEBS) pourraient être une solution pour les poids-lourds.

### Règles françaises déduites des accidents français
Certains de ces carambolages ont conduit à une évolution de la réglementation ou de la législation française, notamment:
- la règlementation a limité à 60 km/h puis 50 km/h la vitesse par temps de brouillard[10].
- alerte des usagers: la radio 107.7 et des PMV renforcent les informations immédiates des usagers[10].

### Convention d'indemnisation et de recours corporel automobile
La Convention d'indemnisation et de recours corporel automobile (IRCA) est une convention entre assureurs français.
La convention IRCA, s'applique en France métropolitaine, départements d'outre-mer et Monaco, pour les dommages corporels légers (inférieur à 5%) entre véhicules à moteur terrestre assurés.
Pour les besoins de cette convention une distinction est opérée entre :
collision en chaîneaccident dans lequel plus de deux véhicules circulant dans le même sens et sur la même file entrent en collision
carambolageaccident impliquant de trois à sept véhicules qui ne répond pas à la définition de l'accident en chaîne
carambolages de plus de sept véhiculesaccidents de plus de sept véhicules qui ne répondent pas à la définition de l'accident en chaîne.
Pour les carambolages pour lesquels la convention IRCA s'applique, une assurance « meneur de jeu » permet de coordonner les démarches entre assurances relatives à ce carambolage.
La convention d’indemnisation directe de l’assuré et de recours entre sociétés d’assurance automobile (IRSA) est une convention entre assureurs français qui s'applique entre assureurs membres aux collisions matérielles sans dommages corporels.
Comme la convention IRCA, cette convention distingue trois cas:
- Accidents en chaine
- Carambolages entre trois et sept véhicules
- Carambolages de plus de sept véhicules

## Allemagne
En langue allemande, le terme Massenkarambolage pour parler de carambolages en masse est utilisé.
Des accidents de masse importants et graves se sont produits en 1990 (avec dix morts et 121 véhicules impliqués) et en 2003 dans le Münchberger Senke sur l'autoroute fédérale 9.
Le carambolage jusqu'ici le plus important d'Allemagne, impliquant 259 véhicules et de nombreux blessés, s'est produit le 19 juillet 2009 sur l'autoroute fédérale 2 entre Brunswick et Peine.
Le 8 avril 2011, en raison d'une tempête de sable soudaine, le pire carambolage s'est produit sur l'A19 près de Kavelstorf dans le Mecklembourg-Poméranie-Occidentale, impliquant environ 80 véhicules.
L'étendue des dégâts peut paralyser des routes importantes pendant quelques jours, par exemple en raison d'asphalte très endommagé ou de ponts démolis.
En Allemagne le fonctionnement des assurances de carambolage en masse est spécifique et peut dépendre du nombre de véhicules impliqués

## Belgique
Depuis un carambolage de 1996, les assureurs de Belgique ont mis en place une déclaration d’engagement « carambolages ». Elle consiste  en un engagement d’indemnisation par l’assureur responsabilité civile vis-à-vis de son propre assuré en cas de collisions en chaîne. L’application de cette déclaration d’engagement dépend d’une décision d’un comité d’assureurs. Un tel engagement permet à l'assuré de ne pas attendre l’issue de longues procédures de détermination des responsabilités.
En Belgique, une étude Vias porte sur les collisions en chaîne mortelles impliquant un poids-lourd sur les années 2016-2016. Une des principales causes d'accident en chaîne où un véhicule heurte une file est la non-perception d'embouteillage (81%) une queue-de-poisson (14%) ou un manque de traitement (5%) le conducteur ayant vu la zone de travaux mais ne s'étant pas arrêté.

## Québec
Le Québec utilise les définitions suivantes: 
Collision en chaînesérie de contacts (incluant tous les types de chocs) entre 3 véhicules ou plus, placés les uns derrière les autres et circulant dans une même voie, entrant en collisions successives.
Carambolagesérie de contacts (incluant tous les types de chocs) entre plusieurs véhicules circulant dans des files ou sur des voies différentes.

## Algérie

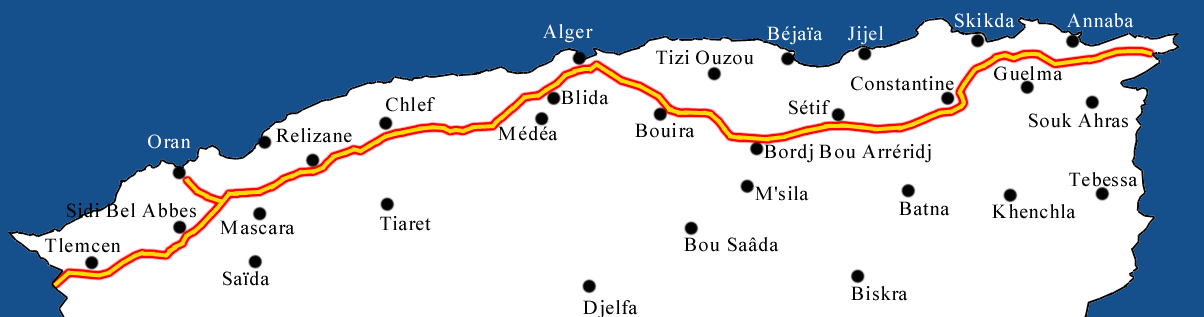
L'autoroute Est-Ouest et les principales agglomérations de plus de 100000 habitants du nord du pays.

En 2017, 20 véhicules dont des poids-lourds se carambolent l’autoroute Est-Ouest, à 60 kilomètres de Skikda en Algérie. Le premier bilan est d'un mort et 12 blessés. Les victimes sont âgées entre 15 et 49 ans.
Le 27 décembre 2020, un carambolage s'est produit sur l'autoroute Est-Ouest à proximité de Khemis Miliana, dans la wilaya de Aïn Defla. Le carambolage implique deux camions et six voitures de tourisme. Le premier bilan établi par la Protection civile compte cinq tués sur le coup et douze blessés dont des cas graves. Les conditions météorologiques sont le verglas et le brouillard, qui rendent la route glissante tout en réduisant la visibilité. La cause de l'accident est le non-respect du Code de la route. L'accident du 27 décembre a commencé par un automobiliste en panne devenu piéton ayant voulu traverser la route.
Le jeudi 15 avril 2021, un carambolage impliquant 34 véhicules a lieu sur l'autoroute Est-Ouest vers Ouled Mehdi, sur la commune de El Hoceïnia (wilaya de Aïn Defla) dans le sens Alger-Oran. Les conditions environnementales et météorologiques sont une route mouillée et couverte d’un brouillard épais. La visibilité est faible,.

## Japon
En 2011, au Japon, sur l'autoroute Chugoku (Ouest) (autoroute AH1), un conducteur en tête de convoi perd le contrôle d'une voiture. Les voitures suiveuses ne parviennent pas à s'arrêter et provoquent un carambolage sur une portion d'autoroute rendue glissante par la pluie. Une douzaine de voitures sont impliquées. La plupart sont de couleur rouge. La vitesse excessive en regard de la route glissante est incriminée avec des véhicules roulant à 140 ou 160 km/h sur une autoroute limitée à 80 km/h Le bilan est de quatorze voitures impliquées, six conducteurs âgés de 37 à 60 ans sont blessés dont deux gravement.
En 2021 sur l’autoroute Tohoku, un carambolage implique 134 véhicules sur une portion de route de 800 mètres, à la suite de la collision entre un poids-lourd et une voiture de tourisme. Le bilan est d'une personne tuée, d'une personne blessée grièvement et une  dizaine de blessés alors que 200 personnes sont concernées.
Le 19 janvier 2021 en milieu de journée, sur l’autoroute Tohoku, sur la préfecture de Miyagi, un carambolage implique 130 voitures. Les conditions environnementales étaient un vent à 100 km/h en pointes, une visibilité rendue quasi-nulle par des chutes de neige. La vitesse maximale autorisée dans ces conditions était de 50 km/h.